# Gwen Araujo
Pour les articles homonymes, voir Araújo (homonymie).
Gwen Amber Rose Araujo, née le 24 février 1985 à Newark (Californie) et assassinée le 3 octobre 2002, était une adolescente trans américaine. Son meurtre a attiré l'attention du public américain,, et a provoqué un durcissement de la législation de plusieurs États américains en matière de crime de haine envers des personnes de minorités sexuelles et des handicapées.
À l'âge de dix-sept ans, elle a été tuée par quatre hommes dont deux avec qui elle avait eu des rapports sexuels. Ils l'ont battue sauvagement pendant cinq heures, étranglée, et enterrée dans une forêt après avoir découvert qu'elle était transgenre,,.
Deux des accusés ont été déclarés coupables de meurtre au deuxième degré, mais la circonstance aggravante de crime de haine n'a pas été retenue. Les deux autres accusés ont plaidé coupables ou n'ont pas contesté l'homicide volontaire. Dans au moins un des procès, un "trans panic defense" (une extension de la Gay panic defense) a été employé,.

## Biographie
Araujo est née le 24 février 1985 et assignée homme à la naissance, à Newark dans l'État de Californie aux États-Unis.
Dans la mémoire de sa famille, elle est restée une enfant heureuse et énergique qui riait toujours et était très active. Elle s'est considérée comme femme dès l'enfance, son désir devenant plus fort au fur et à mesure qu'elle grandissait À l'adolescence Araujo commence à porter des vêtements féminins et à adopter les comportements associés. Elle avait également changé son nom pour Gwen.
Avant d'être blâmée par la société pour son identité de genre, Araujo étudie dans une école publique et participe aux célébrations de l'église de la ville,. Après avoir été désavouée par ses camarades et les enseignants qui lui adressaient fréquemment des critiques, Gwen commence à se renfermer socialement, puis elle arrête de fréquenter le lycée Newark Memorial sans obtenir son diplôme.
Selon sa mère, elle n'a pas pu trouver un emploi stable à cause de l'intolérance créée par sa transition de genre.

## Circonstances de la mort

### Jours précédents
Gwen Araujo suivait un traitement hormonal,.
Elle se fait un nouveau cercle d'amis à l'été 2002 parmi lesquels Michael Magidson, José Merél, Jaron Nabors, et Jason Cazares. Ce groupe d'adolescents passent leur temps libre et leur nuit à diverses activités festives, à jouer aux dominos, et à consommer des drogues et de l'alcool dans la maison où sera tuée Araujo.
Elle a un rapport oral avec Magidson et un rapport anal avec Merél et prétend être menstruée pour écarter les mains de ses partenaires de ses organes génitaux pour les empêcher de découvrir qu'elle a un pénis.[pertinence contestée]
Quelques semaines après les avoir rencontrés, Araujo est invitée à une soirée organisée dans la maison dans laquelle ils se rencontraient fréquemment. Elle décide d'y aller, bien que sa mère, méfiante, lui ait demandé de ne pas le faire. Elle porte un chemisier de sa mère, même si celle-ci lui a demandé de ne pas porter ce vêtement, exprimant son malaise face à l'apparence séduisante d'Araujo. C'est la dernière fois que sa mère, Sylvia Guerrero, l'a vue en vie.

### Jour du meurtre
Le 3 octobre 2002, elle se rend à la fête organisée dans une maison louée par Merél et son frère, Paul Merél,. Magidson, José Merél, Nabors, Cazares, Paul Merél, la petite amie de Paul Merél Nicole Brown, et Emmanuel Merél sont également présents lors de la fête.
À la fête, une inspection forcée (menée par Brown) fait découvrir aux convives son statut femme trans,,, ce qui rend les hommes avec qui elle a eu des relations sexuelles enragés et violents. Magidson, après avoir vomi, commence à l'étrangler dans le couloir de la maison, puis la frappe au visage et recommence à vouloir l'étrangler, mais en est empêché par ceux qui avaient préféré rester avec lui. À ce moment, les invités commencent à partir ; Paul et Emmanuel Merél ainsi que Nicole Brown quittent la maison. Nabors prétend d'abord être également parti, mais il s'est avéré qu'il était présent dans la camionnette qui a été utilisée pour transporter le corps.
José Merél la frappe alors à la tête avec une boîte de conserve de tomates et une poêle à frire, ce qui la fait abondamment saigner,,. Nabors et Cazares partent avec le camion de Magidson pour aller chercher des pelles et une pioche à la maison de Cazares.
Quand Nabors et Cazares reviennent, Araujo est toujours consciente et assise sur le canapé. À un moment donné, l'agression reprend. Magidson lui donne un coup de genou dans la tête ce qui la fait se taper contre le mur du salon avec tant de force que le plâtre tombe et l'assomme,.
Nabors témoigne que Magidson l'a étranglée avec une corde, et que Cazares l'a frappée avec une pelle ; mais Magidson témoigne que c'est Nabors qui l'a étranglée et l'a frappée avec la pelle, et Cazares témoigne qu'il ne l'a jamais frappée et ne l'a pas vue mourir. La plupart des récits racontent que Merél a nettoyé le sang sur le tapis pendant qu'Araujo était étranglée.
Elle est ensuite ligotée, enveloppée dans une couverture et placée dans une camionnette. Ils la conduisent ensuite à quatre heures de route dans un parc du comté d'El Dorado, en Californie, dans une zone forestière en bordure des montagnes de la Sierra Nevada, connue sous le nom de Silver Fork,, où ils l'enterrent à faible profondeur,.
Dans cette séquence d'événements, le moment de la mort est incertain. Cependant, l'autopsie montre que Gwen Araujo est morte étranglée associée à une hémorragie crânienne due à un objet contondant.

## Affaire judiciaire

### Enquête
Sa disparition et son meurtre n'ont pas été signalés pendant deux semaines[réf. souhaitée].
Craignant des représailles, les fêtards ne signalent pas le crime et établissent une alliance selon laquelle aucun d'entre eux n'avouerait le meurtre de Gwen Araujo, quoi qu'il arrive. Deux jours après la mort d'Araujo, un ami de Jaron Nabors, le plus jeune participant, le trouve désemparé et Nabors se confie à lui. Son ami signale l'information à la police, ce qui fut déterminant pour retrouver le corps de la victime.
Pendant l'interrogatoire, Jaron Nabors révèle l'endroit où le corps d'Araujo est enterré et les détails de sa mort. Il conduit les autorités sur le lieu de la sépulture en « échange de son témoignage pour homicide volontaire et une promesse de témoigner au procès »
Le 16 octobre 2002, le département du shérif du comté d'Alameda envoie quatre enquêteurs sur les lieux du crime et deux détectives pour récupérer le corps sur le site de la tombe. Les quatre accusés du meurtre sont : Michael Magidson, 22 ans, Jaron Nabors, 19 ans, José Merél, 22 ans et Paul Merél, le frère aîné de José,.
Paul Merél est rapidement relâché parce que sa petite amie s'est présentée à la police en disant que Paul est parti avec elle cette nuit-là. Paul Merél et sa petite amie n'ont jamais été inculpés et sont devenus des témoins à charge.
Jason Cazares est arrêté plus d'un mois après les autres accusés, après qu'il a été impliqué par Nabors dans une lettre à sa petite amie, expliquant comment il (Nabors) n'était pas impliqué dans le meurtre,.
Nabors témoignera plus tard contre les trois autres dans un accord avec le procureur de district pour une infraction moindre d'homicide involontaire et une peine de prison de 11 ans après que la police ait intercepté une lettre de la prison et une conversation téléphonique entre Cazares et sa petite amie, Delores Ojeda, dans laquelle il explique que Nabors n'a pas été impliqué dans le meurtre,.

### Premier procès
Lors du premier procès, les avocats de l'accusation invoquent que la panique provoquée par la découverte du sexe biologique de la victime était la principale cause de l'attaque. Les avocats de Magidson reconnaissent qu'il a joué un rôle dans l'assassinat d'Araujo, mais ils soutiennent qu'il a agi instinctivement, sans être conscient des conséquences de ses actes et en raison de ces circonstances. Ils font valoir qu'il ne devrait pas être accusé de meurtre prémédité mais plutôt d'homicide involontaire au pire, en vertu de la loi de la Californie,.
L'avocat de José nie aussi son implication dans le meurtre de Gwen. Cazares, le seul accusé qui témoigne lors du premier procès et le seul qui n'a pas eu de relations sexuelles avec Araujo, nie à son tour l'accusation de meurtre, mais admet qu'il a aidé à enterrer le cadavre de la victime,. Les témoins à charge disent qu'ils ont tenté à plusieurs reprises d'intervenir alors que Araujo était battue par ses attaquants, avant leur départ de la maison,.
Après le plaidoyer des avocats de Nabors sur la participation de leur client lors du meurtre, les trois autres accusés attaquent sa crédibilité, suggérant qu'il a minimisé l'importance de son rôle dans le meurtre de Gwen Araujo,.
Le jury suspend le processus en raison du manque de preuves et de la faible crédibilité des témoins. La Chambre de première instance omet de prendre une décision sur la qualification juridique du crime (assassinat prémédité, au premier degré ou au deuxième degré),. Le processus est alors suspendu en raison de l'absence d'une théorie cohérente du procureur sur les rôles clairement définis de chacun des quatre accusés dans le meurtre de Gwen Araujo.
En outre, les jurés sont incapables de déterminer lequel des trois attaquants a commis le meurtre et lesquels sont complices.

### Deuxième procès

#### Accusations mutuelles
Les trois accusés témoignent dans ce procès et s'accusent mutuellement et particulièrement Nabors.
José Merél mentionne (tout comme les témoins de l'accusation) que l'un d'eux, Cazares, est intervenu environ cinq fois quand Araujo était battu par Magidson. Il déclare que le principal tueur est Nabors et dit que Magidson l'a aidé lors de l'étranglement. Il admet aussi qu'il a frappé la victime avec une poêle à frire au niveau de la tête, mais affirme qu'il n'avait pas l'intention de la tuer.
Magidson accuse à son tour Nabors, affirmant qu'il s'était drogué et était très ivre le soir du crime et ne se rappelait pas si Cazares était intervenu. José et Magidson révèle que Jaron Nabors a frappé Araujo à la tête avec un poids, une information qui n'avait pas été divulguée jusqu'à ce moment. Nabors nie avoir utilisé cet objet pour tuer la victime malgré le fait que des traces de sang aient été trouvées sur l'un des poids de la scène de crime.
La petite amie de Nabors déclare que la lettre qu'elle a reçue de lui (qui incrimine Cazares) contenait un certain nombre de mensonges écrits pour s'assurer la liberté et que Nabors lui mentait fréquemment.

#### Changement de stratégie
Le 24 août 2005, le procès a été suspendu pour la deuxième fois. Le juge Chris Lamiero modifie sa stratégie initiale selon laquelle les trois accusés étaient également responsables de l'assassinat de Gwen Araujo et la classification de leurs actes en meurtre au premier degré,.
À la place de ce type de procédure, Lamiero porte l'enquête autour de Magidson en le décrivant comme « un homme pathétique, méprisable »,.
Dans son discours sur Cazares, qu'il appelle « l'ami de l'assassin » à plusieurs reprises, le procureur décide qu'ayant accordé son aide dans le crime commis par Magidson, les mêmes charges sont portés contre lui,.
À ce moment-là, Lamiero n'est pas sûr de la classification correcte du meurtre (premier ou second degré), et la chose la plus grave à l'époque était l'acte d'accusation de meurtre de Magidson et Cazares,.
Lamiero termine son discours sans donner de détails sur José Merel, laissant son sort entre les mains du jury,.

#### Plaidoyer de Cazares
L'avocat de Cazares, Tony Serra, conteste la faiblesse des preuves contre son client. Il demande au jury de faire attention à la culpabilité individuelle des trois accusés et ne pas prendre une décision hâtive dans le seul but d'éviter un nouveau procès.
Lorsque Serra poursuit son plaidoyer, il soutient que son client est une personne ordinaire qui a été prise dans une mentalité de groupe négative (puisqu'il a seulement participé à l'enterrement du cadavre) et attaque directement Nabors, l'appelant « un menteur notoire » et « une personne indigne de confiance ».
Serra affirme que, des trois agresseurs, seul son client a montré de l'affection pour Araujo et l'a secourue.

#### Plaidoyer de Merél et Magidson
Le 29 août, les avocats de Merél et Magidson font leur plaidoyer.
L'avocat de Merél, William Du Bois, affirme qu'il est seulement coupable d'agression physique contre la victime, mais qu'il ne peut pas être blâmé pour la mort d'Araujo. Selon son témoignage, Merel voulait juste effrayer Gwen quand il l'a frappée,.
L'avocat de Magidson, Michael Thorman, tente d'apporter des arguments à la théorie selon laquelle son client a réagi instinctivement, en raison des circonstances et du fait qu'il a été choqué par l'identité sexuelle biologique de la victime,.
Du Bois et Thorman contestent également la crédibilité de Nabors,.

#### Charges d'accusations finales
Le 30 août, le juge Chris Lamiero exprime son dernier point de vue, accusant de meurtre Magidson et Cazares mais pas Merél. Les jurés dirigés par Harry Sheppard ont commencé leurs délibérations.

#### Délibération des jurés
Le 8 septembre, les jurés rendent public le verdict de deux des accusés, mais ils sont tenus secrets jusqu'à la fin du procès à la demande du juge Harry Sheppard,. Le 12 septembre, le jury rend les verdicts publics.
Le procès de Cazares est suspendu tandis que Magidson et Merél sont reconnus coupables de meurtre au second degré et sont condamnés à une peine de prison de quinze ans.

#### Commentaires d'un membre du jury sur la Décision
Dans une interview avec le tabloïd américain San Francisco Chronicle, le membre du jury Max Stern déclare que les jurés n'ont pas particulièrement cru aucun des accusés, ni les témoignages de Nabors. Selon la même source, les jurés ne pensent pas que les agresseurs aient commis un crime punitif parce que les réactions de Magidson et Merél n'étaient pas raisonnables. Ils rejettent l'allégation selon laquelle Araujo avait été assassinée en raison de son identité de genre et a soutenu que la situation était hors de contrôle. Le jury considère Magidson et Merél comme les principaux coupables de la mort de Gwen principalement sur la base de leurs propres aveux.

### Extrait du plaidoyer de l'accusation
Le procureur adjoint du district d'Alameda, Chris Lamiero, qui représente l'accusation, fait douter de l'intention criminelle en commentant :

« Le fait que Gwen était transgenre n'était pas un acte provocateur et n'est pas l'élément clé de son meurtre. Il était qui il était. Cependant, je ne peux ignorer la réalité que Gwen a pris des décisions cruciales dans sa relation avec ces accusés qui sont impossibles à défendre. Je doute que les jurés vont penser que c'est bien de s'engager avec quelqu'un dans une activité sexuelle en sachant qu'ils supposent que vous avez une anatomie sexuelle que vous n'avez pas. »

— Chris Lamiero, procureur adjoint du district d'Alameda

### Verdict final
Le 12 septembre, le jury annonce que deux jurés se trouvaient dans une impasse quant au sort de Cazares, ce qui a donné lieu à une négociation avec lui. Le 16 décembre 2005, à la suite d'un accord avec le procureur pour plaider coupable, Cazares accepte l'accusation de meurtre avec circonstances atténuantes en échange d'une peine inférieure de seulement six ans de prison, à la surprise de la presse qui ignorait qu'il s'agissait d'un accord. Il en fera trois compte tenu de la durée de sa détention provisoire. Magidson et Merél sont tous deux reconnus coupables de meurtre au deuxième degré, mais sans la circonstance aggravante de crime haineux. Les trois sont emprisonnés le 27 janvier 2006.
Nabors est condamné à 11 ans de prison le 25 août 2006.
| Accusé           | Qualification juridique de l'infraction   | Peine      |
| ---------------- | ----------------------------------------- | ---------- |
| Jason Cazares    | Homicide (avec circonstances atténuantes) | Six ans    |
| Michael Magidson | Meurtre au deuxième degré                 | Quinze ans |
| José Merél       | Meurtre au deuxième degré                 | Quinze ans |
| Jaron Nabors     | Homicide (avec circonstances atténuantes) | Onze ans   |

## Funérailles
Les personnes qui connaissaient Araujo et une centaine de personnes choquées par son drame ont participé à ses funérailles, qui ont eu lieu à l'église catholique St. Edward à Newark. Après la cérémonie funèbre, une marche a été organisée dans les rues principales et s'est terminée dans le centre commercial de la ville, avec la présence de personnes de la communauté LGBT ainsi que de représentants locaux. Gwen a été mentionnée dans les défilés de Remembering Our Dead, organisés dans plusieurs villes américaines , 27 personnes transgenres dont Gwen, mortes dans les 12 mois précédents y ont été commémorées.
Quelques jours après les funérailles de Gwen, des membres de l'église baptiste de Westboro (disciples de Fred Phelps) organisèrent une protestation dans l'église en proclamant que « l'adolescent travesti pervers Edward Araujo (aussi connu sous le nom de Gwen ou Lida) a rejoint Matthew Shepard en enfer » et ont également organisé d'autres protestations dans plusieurs endroits de la ville de Newark, tels que le Newark Memorial High School où les élèves présentaient une pièce de théâtre à sa mémoire, Le Projet Laramie.
À la demande de la mère d'Araujo, un juge a changé le 23 juin 2004 son nom légal d'Edward Araujo Jr à Gwen Amber Rose Araujo à titre posthume,.

## Conséquences

### Médiatisation
La mère d'Araujo, qui préfère appeler son enfant "ange" déclaré publiquement à plusieurs reprises qu'elle aimerait que le sort de sa fille influence la législation sur les peines encourues par les personnes qui commettent des crimes motivés par la haine, elle souhaitait que la peine de mort soit un rendue possible. Sylvia Guerrero et son frère David ont fait quelques apparitions publiques devant la presse américaine pour exprimer leur peine et dénoncer la violence contre les personnes transgenres. Elle donne des conférences depuis plusieurs années sur le territoire américain pour aider les personnes transgenres. En 2016, elle révèle que depuis le meurtre de sa fille elle a des problèmes de mémoire, et du stress post-traumatique. Les circonstances du crime ont transformé cette affaire en l'une des enquêtes les plus médiatisées ayant concerné le meurtre d'une personne transgenre,.

### Associatifs
Divers groupes communautaires LGBT ont lancé des campagnes pour Gwen pour aider les gens à comprendre les vrais problèmes rencontrés par les personnes ayant une identité de genre différente.
À l'occasion du premier anniversaire du meurtre, la Fondation Horizons a créé le Gwen Araujo Memorial Fund for Transgender Education. L'objectif du Fonds est de soutenir les programmes scolaires dans les neuf comtés de la région de la baie qui favorisent la compréhension des personnes et des problèmes transgenres grâce à des subventions annuelles. Grâce à ce fonds, la mère et la famille d'Araujo sensibilisent dans les collèges et lycées à la compréhension des transgenres,. Sylvia Guerrero, la mère de Gwen, a fait des discours dans plusieurs écoles et lycées, expliquant les craintes des personnes trans.

### Œuvres culturelles
Un film intitulé A Girl Like Me : L'Histoire vraie de Gwen Araujo immortalise sa vie. Il a été diffusé le 19 juin 2006 sur la chaine Lifetime et dans les salles de cinémas d'Amérique du Nord. Il a été réalisé par Agnieszka Holland, Gwen y est interprété par J. D. Pardo et Sylvia Guerrero est interprété par Mercedes Ruehl. Il a remporté le San Francisco award en tant que meilleur film de télévision à la GLAAD Media Awards 2007.
Le roman The Butterfly and the Flame (Le Papillon et la Flamme) écrit par Dana De Jeunes en 2011 est dédié à la mémoire de Gwen.
L'affaire a également fait l'objet d'un documentaire de 2007, Trained in the Ways of Men. Ce documentaire de Michelle Prevost examine le meurtre de 2002 et vise à démystifier la soi-disant défense de panique homosexuelle (ou trans-panique).
"Deadly ID", un épisode de Investigation Discovery de Fatal Encounters explore la chronologie du crime à partir des points de vue théâtralisé d'Araujo et de Magidson.

### Législation de la Californie
Le 28 septembre 2006, le gouverneur de la Californie, Arnold Schwarzenegger, a promulgué la loi Gwen Araujo Justice for Victims Act (AB 1160),,. La loi limite l'utilisation de la Gay/trans panic defense par les criminels accusés en permettant aux parties d'ordonner aux jurés de ne pas laisser leurs décisions être influencées par des préjugés, y compris « les préjugés à l'encontre de la victime » sur la base de son « identité de genre ou son orientation sexuelle ». La loi a déclaré que la Californie estimait qu'il était contraire à l'ordre public que les accusés soient acquittés ou condamnés pour une infraction moins grave sur la base d'appels à un « parti pris de la société ».
Le 27 septembre 2014, le gouverneur de la Californie Jerry Brown a promulgué le projet de loi no 2501,. La loi a également restreint l'utilisation de la "gay/trans panic defense" en modifiant la loi sur l'homicide involontaire de Californie pour interdire aux accusés de prétendre qu'ils ont été proussé au meurtre par la découverte de l'orientation sexuelle ou de l'identité de genre d'une victime. AB 2501 a été présenté par la députée Susan A. Bonilla en partenariat avec l'Equality California. En annonçant l'introduction du projet de loi, ils ont cité les meurtres de Gwen Araujo et de l'adolescent homosexuel californien Larry King.